# 中名生隆
中名生 隆（なかのみょう たかし、1943年〈昭和18年〉 - ）は、日本の経企官僚。元国民生活センター理事長、元経済企画事務次官。宮城県出身。

## 来歴
東京大学経済学部卒業後、経済企画庁に入庁。物価局審議官、国民生活局審議官を経て、1996年（平成8年）調査局長、1997年（平成9年）総合計画局長。1999年（平成11年）経済企画事務次官に就任。
2001年（平成13年）に退官し、連合総合生活開発研究所所長等を経て、2007年（平成19年）から国民生活センター理事長を務め、2010年に退任した。2020年より消費者教育支援センター理事長に就任した。

## 略歴
- 1966年（昭和41年） 国家公務員採用上級甲種試験（経済）合格
- 1967年（昭和42年） 東京大学経済学部卒業
- 1967年（昭和42年）4月 経済企画庁入庁
- 国土庁計画・調整局総務課長補佐
- 1981年（昭和56年）10月20日 経済企画庁総合計画局調査官（計画課）
- 1982年（昭和57年）7月2日 経済企画庁長官官房付
- 1983年（昭和58年）12月27日 経済企画庁長官官房参事官
- 1985年（昭和60年）4月15日 経済企画庁総合計画局計画官（労働力及び人的能力担当）
- 1986年（昭和61年）6月1日 経済企画庁総合計画局計画官（産業一般担当）
- 1986年（昭和61年）7月1日 内閣官房内閣安全保障室内閣審議官併任
- 1987年（昭和62年）7月15日 経済企画庁物価局物価調整課長兼総合計画局計画官（産業一般担当）
- 1987年（昭和62年）7月21日 免兼総合計画局計画官（産業一般担当）
- 1987年（昭和62年）7月22日 内閣官房内閣安全保障室内閣審議官併任解除
- 1989年（平成元年）6月16日 通商産業省産業政策局商政課長
- 1990年（平成2年）7月6日 経済企画庁調整局調整課長兼調整局産業経済課長
- 1990年（平成2年）7月16日 免兼調整局産業経済課長
- 1991年（平成3年）4月15日 経済企画庁長官官房付
- 1991年（平成3年）8月1日 経済企画庁経済研究所総括主任研究官
- 総合研究開発機構総務部長
- 1994年（平成6年）7月1日 経済企画庁物価局審議官
- 1995年（平成7年）6月21日 経済企画庁国民生活局審議官
- 1996年（平成8年）3月1日 兼調査局審議官
- 1996年（平成8年）3月21日 解兼調査局審議官
- 1996年（平成8年）5月1日 経済企画庁調査局長
- 1997年（平成9年）7月1日 経済企画庁総合計画局長
- 1999年（平成11年）8月31日 経済企画事務次官
- 2001年（平成13年）1月5日 依願免本官
- 2001年（平成13年）1月 内閣府顧問
- 2001年（平成13年）4月 株式会社野村総合研究所顧問
- 2003年（平成15年）10月 財団法人連合総合生活開発研究所所長
- 2004年（平成16年）4月 財団法人関西社会経済研究所研究顧問
- 2007年（平成19年）4月1日 独立行政法人国民生活センター理事長
- 2007年（平成19年）10月1日 同再任
- 2010年 (平成22年) 4月 同退任
- 2020年 (令和2年) 6月 公益財団法人消費者教育支援センター理事長

## 秘話
中名生の経済企画庁総合計画局計画官時代の部下に、日本専売公社から出向していた森永卓郎（現：経済アナリスト）がいた。森永はこの中名生に仕事のイロハを教えられたことをことあるごとに語っている。
産経新聞「話の肖像画」にて
2025/2/15